# 大和田雅洋
大和田 雅洋（おおわだ まさひろ）は、日本のサクソフォーン奏者。洗足学園音楽大学教授。東京芸術大学講師

## 略歴
宮城県出身。宮城県古川高等学校を経て1990年に東京藝術大学音楽学部器楽科に入学。同年、第7回日本管打楽器コンクール第2位受賞。1994年、東京藝術大学卒業後、東京藝術大学大学院音楽研究科に入学。同年、第1回アドルフ・サックス国際サクソフォーンコンクールにおいて第5位受賞。第6回宝塚ベカ音楽コンクール室内楽部門において第3位となる（1位なし）。
サクソフォーンは大室勇一、冨岡和男、須川展也に、ジャズサクソフォーンは一戸祐三郎に指導を受けた。
1996年、東京藝術大学大学院修士課程を修了。1998年、デビューリサイタルを浜離宮朝日ホールにて開催する。
2001年、ジェームス・バーンズが自作「アリオーソとプレスト」を指揮して初演した際に、洗足学園音楽大学シンフォニック・ウインド・オーケストラのソリストとして参加。
これまで、東京佼成ウインドオーケストラ、NHK交響楽団、読売日本交響楽団、東京フィルハーモニー交響楽団、新日本フィルハーモニー交響楽団等のオーケストラのサクソフォーン奏者として活動歴がある。 
テレビアニメ『響け!ユーフォニアム』シリーズ、映画『リズと青い鳥』の音楽監修・吹奏楽監修および指揮者を務め、劇中演奏シーンやサウンドトラックから効果音に至るまでの録音・監修に携わる。 
現在、ソロ活動の他、複数のグループやユニットでの活動もおこなっている。また、洗足学園音楽大学や全国各地のクリニック等において、後進の育成にあたっている。洗足学園音楽大学フレッシュマン・ウィンド・アンサンブルの企画運営責任者としてコンサートの企画プロデュースもおこなっている。

## 受賞歴
- 第7回日本管打楽器コンクール第2位受賞
- 第1回アドルフ・サックス国際サクソフォーンコンクールにおいて第5位受賞
- 第6回宝塚ベカ音楽コンクール室内楽部門において１位なしの第3位受賞